# Chlortétracycline
 (juin 2015).
Si vous disposez d'ouvrages ou d'articles de référence ou si vous connaissez des sites web de qualité traitant du thème abordé ici, merci de compléter l'article en donnant les références utiles à sa vérifiabilité et en les liant à la section « Notes et références ».
L'Auréomycine  (nom commercial de la chlortétracycline, Lederle) est un médicament antibiotique, le premier découvert de la classe des tétracyclines. 
Il a été découvert en 1945 par Benjamin Minge Duggar employé des laboratoires Lederle, sous la supervision de Yellapragada Subbarao.  
Duggar a identifié cet antibiotique comme le produit d'un actinomycete qu'il cultivait dans un échantillon de sol de Sanborn Field à l'University of Missouri.
L'organisme fut nommé Streptomyces aureofaciens et la molécule isolée, Auréo-mycine, pour rappeler sa couleur dorée. 